# Gettysburg: The Turning Point
Gettysburg: The Turning Point est un jeu vidéo de type wargame créé par Chuck Kroegel et David Landrey et publié par Strategic Simulations en juillet 1986 sur Apple II. Il est porté sur Atari 8-bit, Commodore 64 et IBM PC la même année puis sur Amiga en 1988. Le jeu se déroule pendant la guerre de Sécession et simule des affrontements de la bataille de Gettysburg. Il utilise le système de jeu de Battle of Antietam avec quelques modifications. L'artillerie devient par exemple moins puissante et provoque donc des dégâts moins lourds et plus réalistes. Le joueur peut choisir de commander les Confédérés ou l’Union et affronter un autre joueur ou l’ordinateur. Dans le dernier cas, il peut choisir entre trois niveaux de difficulté. S’il contrôle l’Union, son premier objectif est de stopper l’offensive ennemie en protégeant deux points stratégiques, un cimetière et une colline. Il doit ensuite regrouper ses troupes afin de lancer un assaut décisif. Il ne dispose que de trois jours pour disperser l’armée ennemie qui, au-delà de ce délai, prend l’ascendant grâce à sa supériorité numérique. Le jeu se déroule en séquence, composée chacune de quatorze phases. Lors de la quatorzième, l’ordinateur détermine le nombre de points obtenus par chaque joueur au cours de la séquence ainsi que le nombre de point nécessaire pour obtenir la victoire .
Le jeu a notamment été élu « meilleur wargame de l'année » par les magazines Computer Gaming World et Family Computing en 1987. Le premier l'a par ailleurs introduit dans son Hall of Fame des meilleurs jeux vidéo en août 1988.

## Trame
Gettysburg: The Turning Point retrace la bataille de Gettysburg de la guerre de Sécession qui oppose l’armée de Virginie du Nord des états confédérés, menée par le général Robert E. Lee, à l’armée du Potomac de l’Union, commandée par le général George Meade. Elle débute le 1er juillet 1863 par un assaut indécisif de l’armée confédérée contre les positions des troupes de l’Union à Gettysburg en Pennsylvanie, qui doivent reculer mais parviennent à défendre deux points stratégiques, le cimetière et la colline voisine, au sud de la ville. Le lendemain, alors que les deux armées sont quasiment au complet, l’armée confédérée lance un nouvel assaut qui se focalise sur le flanc gauche de l’armée du Potomac, à Little Round Top, mais malgré de lourdes pertes, l’armée de l’Union parvient à repousser l’ennemi. Après l’échec d’un nouvel assaut le troisième jour, le général  Robert E. Lee est finalement contraint de sonné la retraite.

## Système de jeu
Gettysburg: The Turning Point est un wargame qui simule, au niveau tactique et opérationnel, la bataille de Gettysburg de la guerre de Sécession. Il reprend pour cela le moteur de jeu de son prédécesseur Battle of Antietam (1985) auquel il apporte quelques modifications. L'artillerie devient notamment moins puissante et inflige ainsi des dégâts moins lourds mais plus réalistes. Comme dans son prédécesseur, le joueur peut commander l’armée de l'Union ou l’armée des États confédérés et affronte l’ordinateur ou un autre joueur, qui commande le camp adverse. Le jeu propose plusieurs scénarios qui simulent respectivement une des trois journées de la bataille ou la totalité de cette dernière. Il propose par ailleurs trois niveaux de difficulté du plus basique, avec des règles et un système de jeu simplifié, au plus avancé, qui offre des options de contrôles des unités plus détaillé, avec notamment la gestion de l’intégrité des unités ou du remplacement des officiers. Il intègre également plusieurs options permettant notamment de prendre en compte le brouillard de guerre ou d’imposer une limite de temps à chaque tour de jeu,.
Le jeu se déroule sur une carte constituée de cases carrées, chacune d’elles représentant une distance d’environ 200 yards. Sur la carte sont représentés différents types de terrains dont la ville de Gettysburg, des rivières, des forêts, des routes ou des ponts. De leur côté, les unités sont représentées par des icônes ou des figurines correspondant aux trois principaux types d’unités présentes : l’infanterie, la cavalerie et l’artillerie. Dans les niveaux de difficultés les plus élevés, le joueur peut également choisir de représenté les unités par leurs symboles militaires. Le jeu se déroule au tour par tour, chaque tour représentant une durée d’une heure et étant composé de plusieurs phases,. La première permet au joueur de déplacer ses unités. Pour cela, le joueur doit positionner un curseur sur l’unité pour la sélectionner, puis utilisé les touches du pavé numérique pour la déplacer dans une des huit directions possibles. La distance sur laquelle une unité peut se déplacer dépend du nombre de point de mouvement dont elle dispose, qui dépend de différents paramètres dont le terrain, le type et la formation (en ligne ou en colonne) de l’unité ou la proximité des unités ennemies,. Pour permettre à une unité d’infanterie de couvrir une plus grande distance pendant le tour, le joueur peut également lui ordonner de se déplacer à marche forcée, ce qui augmente en revanche son niveau de fatigue. Les déplacements des unités peuvent également être limités par la présence d’autres unités sur les cases adjacentes, le joueur ne pouvant empiler qu’un nombre limité d’unités sur la même case. Après avoir déplacé une unité, le joueur peut lui ordonner d’attaquer une unité ennemi, si celle-ci est visible et à portée de tir. Une fois qu’un joueur a déplacé toutes ses unités, le joueur adverse à l’opportunité d’ordonner à ses troupes de riposter, avant le déclenchement de la phase de combat dans laquelle les unités de chaque camp tirent alternativement. Les phases précédentes sont ensuite répétées en inversant les rôles pour compléter le tour de jeu,.
L’aptitude au combat d’une unité est caractérisée par sa puissance de feu théorique, qui dépend du nombre de soldat qui la compose, et par son efficacité. Cette dernière dépend initialement de l’entrainement et de l’expérience des soldats, mais évolue au cours des combats en fonction des pertes subies par l’unité et du niveau de fatigue des troupes. Lors d’un combat, la puissance de feu des unités impliquées varie de plus en fonction du type de terrain où elles se trouvent, de leurs densités et de leurs formations (en ligne ou en colonne). L’aptitude au combat d’une unité dépend également du bonus associé à leur leader. A chaque brigade, division ou corps d'armée est en effet rattaché un leader auquel est attribué un bonus, fonction de ses capacités historiques en termes de leadership, qui influe directement sur la puissance de feu des troupes sous ses ordres. Suivant la distance séparant une unité de sa brigade et des leaders de sa division et de son corps d’armée, mais aussi suivant l’état d’esprit de ces leaders (confus, indécis, prudent, confiant), l’unité se voit de plus attribué un niveau de commandement, qui influe lui aussi directement sur sa puissance de feu.

## Développement et publication
Gettysburg: The Turning Point est développé par Chuck Kroegel et David Landrey, qui s’appuient pour cela sur le moteur de jeu de leur précédent wargame sur le thème de la guerre de Sécession, Battle of Antietam (1985). Le jeu est publié par Strategic Simulations en juillet 1986 sur Apple II avant d’être porté, la même année, sur Atari 8-bit, Commodore 64 et IBM PC. Il est ensuite porté sur Amiga par Eric Hyman en août 1988, avec notamment une amélioration des graphismes et des effets sonores ainsi qu’une nouvelle option permettant de jouer à la souris,.

## Accueil
À sa sortie, Gettysburg: The Turning Point est généralement salué par la presse spécialisée. Le journaliste Ed Curtis du magazine Computer Gaming World note d’abord que le jeu incorpore une série d’ajustement au moteur de Battle of Antietam et améliore ainsi un système déjà largement  supérieur aux précédents wargames sur le thème de la guerre de Sécession. Il explique ensuite que les connaissances actuelles sur le déroulement de la  bataille de Gettysburg auraient pu rendre le jeu trop prévisible mais que ses concepteurs ont évité cet écueil grâce à de nombreuses options lui permettant d’offrir une infinité de variation dans le déroulement de l’affrontement. Il précise que ces variations ne collent pas exactement à la réalité mais que chacune d’elles offre une simulation réaliste de ce qui aurait pu se passer dans des conditions différentes. Outre ses nombreuses options et fonctionnalités, il met en avant la clarté de ses graphismes et de son interface qu’il juge adapté à son système de jeu. Il note ensuite que son principal défaut réside dans l’intelligence artificielle qui s’en sort plutôt bien, voir trop bien, dans les combats mais qui tend à sur réagir dans certaines situations. En conclusion, il estime qu’il surpasse toutes les précédentes tentatives de simuler la bataille de Gettysburg de manière réaliste et qu’il s’agit sans doute du meilleur wargame sur le thème de la guerre de Sécession. Le journaliste James Delson du magazine Family Computing met d’abord en avant son système de jeu « brillant » et son niveau de détail « remarquable » qui en font un wargame au réalisme « inégalé ». Il ajoute que les réglages du niveau de difficulté le rend accessible aussi bien aux joueurs débutants qu’aux joueurs expérimentés avant de conclure qu’il s’agit sans doute du « meilleur jeu de stratégie et de tactique de l’année ».
En France, le jeu est testé dans un dossier consacré aux wargames publié par le magazine Tilt. L'auteur du test estime qu’il s’agit d’un jeu « classique » mais bien réalisé et réaliste et lui attribue donc une note de quatre sur six. Il précise par contre que malgré les trois niveaux de difficultés proposés, le jeu est avant tout destiné aux joueurs confirmés.
En 1987, Gettysburg: The Turning Point est élu « meilleur wargame de l'année » par le journaliste James Delson du magazine Family Computing, qui salue notamment son système de jeu « incroyablement sophistiqué » mais « facile à prendre en main », son « exhaustivité » et son « réalisme » historique. La même année, il est également élu « meilleur wargame de l'année » par la rédaction du magazine Computer Gaming World qui le décrit comme un jeu, et une simulation, « exceptionnel » et qui met en avant ses nombreuses options, qui permettent de rejouer la bataille de Gettysburg aussi bien dans sa configuration historique qu'avec une infinité de variation ,. Le même magazine introduit le jeu dans son Hall of Fame des meilleurs jeux vidéo en 1988.

## Postérité
Gettysburg: The Turning Point est le deuxième volet d’une série de quatre wargames développés par Chuck Kroegel et David Landrey en s’appuyant sur le moteur de jeu de Battle of Antietam (1985), publiés par Strategic Simulations et ayant pour thème la guerre de Sécession. Il est ainsi suivi de Rebel Charge at Chickamauga  (1987) et Shiloh: Grant's Trial in the West (1987) qui simulent respectivement la bataille de Chickamauga et la bataille de Shiloh. Ses développeurs ont également adaptés son moteur de jeu au thème de la guerre d'indépendance des États-Unis avec Sons of Liberty (1987), qui simule la bataille de Bunker Hill, la batailles de Saratoga et la bataille de Monmouth, et à celui des guerres napoléoniennes avec Battles of Napoleon (1988) qui simule la bataille de la Moskova, la bataille d'Auerstaedt, la bataille des Quatre Bras et la bataille de Waterloo.